# Deoband
Deoband là một thành phố và là nơi đặt ban đô thị (municipal board) của quận Saharanpur thuộc bang Uttar Pradesh, Ấn Độ.

## Địa lý
Deoband có vị trí 29°42′B 77°41′Đ / 29,7°B 77,68°Đ Nó có độ cao trung bình là 248 mét (813 feet).

## Nhân khẩu
Theo điều tra dân số năm 2001 của Ấn Độ, Deoband có dân số 81.706 người. Phái nam chiếm 56% tổng số dân và phái nữ chiếm 44%. Deoband có tỷ lệ 57% biết đọc biết viết, thấp hơn tỷ lệ trung bình toàn quốc là 59,5%: tỷ lệ cho phái nam là 62%, và tỷ lệ cho phái nữ là 49%. Tại Deoband, 15% dân số nhỏ hơn 6 tuổi.